# Petra Škvařilová-Pelzl
Petra Škvařilová-Pelzl (* 1975 in Prag) ist eine tschechische Juristin. Sie ist Richterin am Gericht der Europäischen Union.

## Leben und Wirken
Škvařilová-Pelzl studierte Rechtswissenschaften unter anderem an der Karls-Universität, wo sie 1999 summa cum laude den Grad der Magistra iuris erwarb. Für ihre berufliche Laufbahn schlug sie zunächst den akademischen Weg ein und wurde 1999 wissenschaftliche Mitarbeiterin am Lehrstuhl für Handels-, Schifffahrts- und Wirtschaftsrecht der Universität Hamburg. Die deutsche Sprache beherrscht sie ausweislich eines 1995 an der Staatlichen Sprachschule Prag erworbenen Dolmetsch-Diploms hervorragend. 2004 wurde sie in Hamburg mit der Schrift Die Behandlung marktbeherrschender Unternehmen nach europäischem Recht als Vorbild für die Neuordnung des tschechischen Kartellrechts zur Dr. iur. promoviert. Anschließend trat sie nach erfolgreich durchlaufenem Auswahlverfahren als Beamtin in den Dienst des Gerichtshofs der Europäischen Union, wo sie von 2004 bis 2019 Verwaltungsrätin bei der Generaldirektion Bibliothek, Wissenschaftlicher Dienst und Dokumentation war. Als solche war sie von 2010 bis 2016 zudem persönliche Referentin des Generaldirektors und von 2017 bis 2018 Rechtsreferentin im Kabinett von Richterin Maria Berger am Europäischen Gerichtshof.
Am 26. September 2019 wurde Škvařilová-Pelzl zur Richterin am Gericht der Europäischen Union ernannt. Daneben und bereits zuvor widmet sie sich der Lehre, indem sie unter anderem an der Karls-Universität und der Verwaltungsakademie des Bundes lehrt und prüft.